# I-5 (Bulgarien)
Die I-5 (bulgarisch Републикански път І-5 Republikanski pat I-5, also Republikstraße I-5) ist eine Hauptstraße (erster Ordnung) in Bulgarien.

## Verlauf
Sie fängt an einem Verkehrskreuz mit der I-2 in Russe an. Von dort führt sie Richtung Süden über die Donautiefebene und landwirtschaftliches Terrain nach Bjala. Ein paar Kilometer weiter fängt die Republikstraße I-3 an. Sie führt nach der Umfahrung von Polski Trambesch weiter nach Weliko Tarnowo. In Weliko Tarnowo kreuzt sie die I-4. Bei Debelez biegt die II-55 Richtung Gurkowo ab. Die I-5 verläuft danach in südwestlicher Richtung nach Drjanowo und Gabrowo. Da auf diesem wichtigen nördlichen Abschnitt viel internationaler Schwerlastverkehr verläuft und die Straße an ihrer Kapazitätsgrenze ist, wird die neue Autobahn Russe–Weliko Tarnowo zur Verbesserung der Verkehrslage gebaut.
Sie führt nach Gabrowo über den Schipkapass nach Kasanlak. Auf der Passhöhe zweigt eine Straße zum Busludscha-Denkmal ab. Am anderen Ende des Passes befindet sich die namensgebende Stadt Schipka. Die Republikstraße führt durch den Talkessel von Kasanlak zur gleichnamigen Stadt. Am westlichen Ende der Stadt trifft die I-5 auf die I-6. Beide teilen sich vor Maglisch, wobei die I-5 wieder nach Süden bzw. Stara Sagora führt und die I-6 nach Burgas. Bis Stara Sagora muss die Sredna Gora überquert werden, wobei manche Abschnitte dabei vierstreifig ausgebaut sind. Danach wird Stara Sagora östlich umfahren. An der Umfahrung zweigen die Straßen II-57 und II-66, welche nach Nowa Sagora führt.
Danach folgt die Anschlussstelle Stara Sagora mit der A1 „Thrakien“. Bis zur nächsten Stadt, Dimitrowgrad, verläuft die Strecke durch Dörfer. Dimitrowgrad wird südlich durchfahren. Nach der Stadt befindet sich die Anschlussstelle der Städte Dimitrowgrad und Haskowo an die A4 Mariza. Zwischen den beiden Städten ist die Straße wieder vierstreifig ausgebaut. Nach der Umfahrung der Stadt führt sie weiter durch hügeliges Gebiet.
Vor Tschernootschene zweigt die II-58 nach Assenowgrad ab. Die nächste Stadt auf der I-5 ist Kardschali. Danach verläuft die I-5 neben dem Fluss Warbitsa. Die Republikstraße ist dabei auf der anderen Seite des Flusses, als sie Momtschilgrad erreicht. Eine Brücke verbindet die I-5 mit Momtschilgrad. Nach dieser letzten Stadt auf der Strecke zweigt sie einige Kilometer weiter südlich von dem Fluss ab und führt nun südwestlich über den Makaza-Pass zum bulgarisch-griechischen Grenzübergang Makaza–Nymphaia. Dort geht sie in die griechische Nationalstraße 23 über.